# 黃仁覽
黃仁覽（?—374年），字紫庭。豫章建城（今屬江西）人。西山十二真君之一。宋徽宗政和時，追封“沖道真君”。
其父御史中丞黃輔為許遜弟子。仁覽少俊拔有清致，許遜令弟子周廣作媒，以女妻之。相傳黃仁覽任青州從事，一個人騎馬到青州，留妻在家侍奉父母，每夜下班後以竹杖化青龍，乘之返家。傳黃仁覽與父母等32人，乘雲東去，從許遜仙駕升天。